# Gubernias do Grão-Ducado da Finlândia
Gubernias do Grão-Principado da Finlândia ou Governadoria-geral da Finlândia foi a divisão administrativa do Grão-Ducado da Finlândia como parte do Império Russo de 1809 a 1917. A divisão administrativa da Finlândia seguiu o modelo imperial russo com gubernias (russo: губе́рния, sueco: län, finlandês: lääni) chefiados por governadores. No entanto, poucas mudanças foram feitas e como a língua dos administradores ainda era o sueco, a antiga terminologia da época sueca continuou em uso local. A Gubernia de Viburgo não fazia parte inicialmente do Grande Principado, mas em 1812 foi transferida da Rússia para a Finlândia.

## Gubernias

Gubernias da Finlândia 1831 - 1917 - 1918

Depois de 1831 haviam oito gubernias no Grão-Principado:
- Gubernia de Åbo och Björneborg (1) (russo: Або-Бьернеборгская губерния, sueco: Åbo och Björneborgs län, finlandês: Turku ja Pori county);
- Gubernia  de Kuopio (6) (russo: Куопиоская губерния, sueco: Kuopio län, finlandês: Kuopio lääni);
- Gubernia  de Vaasa (5) (russo: Ва́заская губерния, sueco: Vasa län, finlandês: Vaasa lääni);
- Gubernia  de Nyland (2) (russo: Нюландская губерния, sueco: Nylands län, finlandês: Uusimaa lääni);
- Gubernia  de São Miguel (4) (russo: Sankt-Mikhelskaya guberniya, sueco: St. Michels län, finlandês: Mikkelin lääni);
- Gubernia  de Tavastehus (8) (russo: Тавастгусская губерния, sueco: Tavastehus län, finlandês: Hämeen lääni);
- Gubernia  de Uleåborg (3) (russo: Улеаборгская губерния, sueco: Uleåborgs län, finlandês: Oulu lääni);
- Gubernia  de Viburgo (7) (russo: Выборгская губерния, sueco: Viborgs län, finlandês: Viipuri lääni).